# 小手投げ
小手投げ（こてなげ）とは、相撲の決まり手の一つである。相手の片方の差手を上手から抱えるように取り、その組んだ腕に重心を預けるようにして投げる。体勢によっては上手出し投げに似るが、小手投げは投げる際に廻しを取らない。
小手投げは相手の腕関節（肘、あるいは肩）を極めつつ投げる複合技であり、完全な体勢で仕掛けられた場合脱出は非常に難しい。堪えたとしても抱えられた差手に多大な加重がかかるため、靱帯損傷などの重傷を負う可能性がある。たびたび強引な小手投げによる負傷者が出ることから、数ある決まり手の中でも危険な技のひとつに数えられている。相撲という競技の性質上致し方ない面もあるものの、この技を多用する力士に親方衆から注意が与えられることも少なくない。安全面を考慮して下へ向かって投げる場合が多い。
欠点としては小手投げを狙うと技の構造上脇が甘くなり、懐に入ってからの速攻に対応し難くなる点などが挙げられる。また、仕掛けに失敗すると側面、最悪の場合背後を無防備な状態で相手に晒してしまうリスクも存在する。

## 小手投げを得意とする力士
- 男女ノ川登三
第34代横綱。191cmと当時としては抜群の長身を生かした豪快な小手投げで一世を風靡し、時代を代表する人気力士となった。しかし不器用なところがあり、小兵や格下の力士相手に簡単に負けてしまうこともあったと伝わる。
- 春日王克昌
- 魁皇博之[1]
手繰りを活かして肘を極めながら両手で抱えて力任せに横へ向かって打つ強引な小手投げで度々相手力士を負傷させることから、四股名にかこつけた「破壊王」という揶揄的なニックネームを持つ。
- 貴ノ浪貞博
長身を生かして極め出しや小手投げを狙う独特の取り口で名を馳せる。だがその一方でバラエティ番組でネタにされるほど脇が甘く、速攻に弱いことでも知られた。
- 久島海啓太 守勢に回った結果として小手に振る相撲が多く、寧ろ欠点として指摘された。服部も同様の弱点を抱えていた。
- 若の富士昭一